# Malteser (Hunderasse)
Der Malteser  ist eine von der FCI anerkannte Hunderasse, die ursprünglich aus dem zentralen Mittelmeerraum kommt (FCI-Gruppe 9, Sektion 1.1, Standard Nr. 65). Das Patronat hat Italien übernommen.

## Herkunft und Geschichte
Die Herkunft der Rasse ist trotz zahlreicher Hinweise nicht vollständig geklärt. Phönizische Kaufleute haben die Ahnen dieser Rasse vermutlich vor über 2000 Jahren von Ägypten her im Mittelmeerraum verbreitet. Im Grabmal von Pharao Ramses II. (1301 bis 1225 v. Chr.) wurden Statuetten aus Naturstein gefunden, die dem heutigen Malteser bereits ähnelten. Es gibt aus der Zeit von 500 v. Chr. Abbildungen auf Vasen, die den Maltesern sehr ähnlich sind, neben dem Hund sei die Bezeichnung „Melitae“ zu lesen. Aus heutiger Sicht ist die Verwandtschaft aber nicht zweifelsfrei und es könnte sich nach L. Beckmann auch um den Vorfahren des Zwergspitzes gehandelt haben.
Der Name geht, wie die FCI im Standard beschreibt, vermutlich nicht auf die Insel Malta zurück. Eine Herleitung leitet sich vom semitischen Wort màlat ab, das Zuflucht oder Hafen bedeutet und Wurzel vieler Ortsbezeichnungen ist. Die FCI beschreibt die Herkunft folgendermaßen:

„Diese semitische Wurzel findet sich in einer Vielzahl maritimer Ortsbezeichnungen, so z. B. im Namen der Adriainsel Méléda, in dem der sizilianischen Stadt Melita und eben auch in dem der Insel Malta. Die Vorfahren dieses kleinen Hundes lebten in den Häfen und Küstenorten des zentralen Mittelmeeres, wo sie die Mäuse und Ratten bekämpften, die sich in den Lagerhäusern der Häfen und in den Laderäumen der Schiffe reichlich vermehrten.“

Nach Kallimachos, Plinius dem Älteren, Stephanos von Byzanz und Konstantin VII. geht der Name dieser Hunderasse auf die Insel Mljet zurück (im Altertum Melita bzw. Melitäa).
Strebel vertritt die Ansicht, dass der Malteser durch zielbewusstes Züchten auf Kleinheit aus einem mittelgroßen Schäferhund entstanden ist. Fest steht, dass es im klassischen Griechenland bereits einen langhaarigen und offenbar weißen Zwerghund gab, der auch den Römern bekannt war. Es ist denkbar, dass dieser Vorläufer über Malta nach Großbritannien kam, wo er zur heutigen Form gezüchtet wurde. Diese Hunde besaßen noch wenig von der Eleganz der heutigen Malteser.

## Körperliche Merkmale und Aussehen
Sehr klein, bis zu 25 cm groß und bis 4 kg schwerer Gesellschaftshund, reinweiß, eine blasse Elfenbeintönung ist zulässig, aber nicht erwünscht. Die Männchen sind meist ein bisschen größer als die Weibchen. Sein Haarkleid ist von seidiger Struktur und ohne Unterwolle. Malteser haben bei Ausstellungen oft langes, bis zum Boden reichendes Haar, während es sonst auch kürzer geschnitten sein kann. Das Haarkleid bedarf ständiger Pflege.

## Gesundheitliche Aspekte
Der Malteser ist im Allgemeinen ein robuster und gesunder Hund. Er zählt jedoch zu den brachycephalen Rassen und ist – in individuell unterschiedlichem Maß – von damit verbundenen gesundheitlichen Problemen betroffen.
Es gibt wie bei anderen kleinen Hunderassen oft Probleme mit den Kniescheiben und ihrer Aufhängung, bekannt unter dem Begriff Patellaluxation. Deshalb sollte man stets darauf achten, dass der Hund nicht übergewichtig ist.
Bedingt durch das lange Haar des Maltesers kann es an den Augen Reizungen geben, wodurch eine Bindehautentzündung entstehen kann und es zu einer vermehrten Absonderung von Tränenflüssigkeit kommt. Durch den Augenausfluss bildet sich häufig eine rötliche Färbung des Fells rund um die Augenpartie.
Schließlich erkrankt der Malteser häufiger an einer Hypothyreose (Schilddrüsenunterfunktion).